# Фридрих от Антиохия
Фридрих от Антиохия (на немски: Friedrich von Antiochia; на италиански: Federico di Antiochia; * между 1220 и 1225; † 1256, Фоджа) от род Хоенщауфен, е генерал-викар на Марка Анкона и на Тоскана.

## Биография
Той е извънбрачен син на римско-немския император и крал на Сицилия Фридрих II. Майка му е роднина с княжеската фамилия от Антиохия.
През 1244 г. Фридрих става генерал-викар на Марка Анкона и през 1245 г. на Тоскана. През 1247 г. получава графството Алба (Албе), което е принадлежало на тъста му.
През януари 1248 г. Фридрих изгонва папската партия (Гвелфите) от Флоренция, където императорската партия (Гибелини) го номинира за подестà на града.
След смъртта на император Фридрих II през декември 1250 г. властта на Хоенщауфените над Тоскана се прекратява. Фридрих помага след това на полубрат си Манфред в управлението на Сицилия и Имперска Италия до пристигането на техния полубрат, крал Конрад IV, от когото той получава през 1252 г. графството Челано. След смъртта на Конрад през 1254 г. Фридрих не иска да предаде Сицилия на папа Инокентий IV и той му я взема. До смъртта си през 1256 г. Фридрих е лоялен към брат си Манфред, владетеля на Сицилия.
Фридрих от Антиохия е погребан в катедралата на Палермо.

## Фамилия
Фридрих се жени през 1239 г. за Маргерита ди Поли, дъщеря на сенатор от Рим. Те имат три деца:
- Конрад (Корадо) от Антиохия († сл. 1301), граф на Алба, Челано и Лорето Апрутино|Лорето
- Мария (Маргарета, Маргерита) от Антиохия, омъжена за Бернабо Маласпина
- Филипа от Антиохия († 1273 като затворничка), ∞ 1258 за Манфредо II маркиз Малета (1232 – 1310)